# Western Australian Open dicembre 1972
Il Western Australian Open del dicembre 1972 è stato un torneo di tennis giocato sull'erba. È stata la 5ª edizione del torneo, che fa parte dei Tornei di tennis femminili indipendenti nel 1972 e dei Tornei di tennis femminili indipendenti nel 1972. Si è giocato a Perth in Australia, dal 4 al 10 dicembre 1972.

## Campioni

### Singolare maschile
Patrick Proisy ha battuto in finale  Wanaro N'Godrella con il punteggio di 7–6 6–4 6–3

### Doppio maschile
Ross Case /  Geoff Masters hanno battuto in finale  John Cooper /  Saeed Meer con il punteggio di 7–6 6–3

### Singolare femminile
Margaret Smith-Court ha battuto in finale  Evonne Goolagong Cawley con il punteggio di 6–3 6–2

### Doppio femminile
Margaret Smith-Court /  Kazuko Sawamatsu hanno battuto in finale  Lesley Hunt /  Evonne Goolagong con il punteggio di 6–2 6–3